# Compass Airlines
Compass Airlines – nieistniejąca amerykańska linia lotnicza z siedzibą w Chantilly, w stanie Wirginia.
5 kwietnia 2020 zawiesiła prowadzenie działalności.